# Вертикальная черта
Вертика́льная черта́ (|) — символ ASCII, имеющий код 0x7C (hex), 124 (dec). Этот символ пользователи UNIX называют «пайп», от англ. pipeline — конвейер. В первом, советском издании книги В. Э. Фигурнова название «pipe» было переведено как «символ трубопровода».

## Математика
Вертикальная черта используется в математике:
- {\displaystyle A\,|\,B}: операция штриха Шеффера.
- {\displaystyle |x|}: значение, находящееся между двумя вертикальными чертами, является модулем числа, или абсолютным значением.
- {\displaystyle a|b}: число {\displaystyle a} является делителем числа {\displaystyle b} (часто произносится как «{\displaystyle a} делит {\displaystyle b}»).
- {\displaystyle A=(B|d^{\mid })}: матрица {\displaystyle A} составлена путём приписывания столбца {\displaystyle d} к матрице {\displaystyle B} справа.
- {\displaystyle P(B|A)}: вероятность события {\displaystyle B} при условии, что событие {\displaystyle A} произошло (говорят «вероятность события B после A»).
- {\displaystyle {\begin{vmatrix}a_{11}&\cdots &a_{1n}\\\vdots &\ddots &\vdots \\a_{n1}&\cdots &a_{nn}\end{vmatrix}}} — определитель матрицы.
- {\displaystyle \{x\,|\,P\left(x\right)\}} означает множество всех {\displaystyle x} таких, что верно {\displaystyle P\left(x\right)}. Длинная вертикальная палка выражает словесный оборот «которые», «таких, что». Например, {\displaystyle N^{*}=\{n\in \mathbb {N} \,|\,n<100\}} – множество всех натуральных чисел, меньших ста.

Также используется двойная вертикальная черта:
- {\displaystyle m\parallel n}: прямые или плоскости {\displaystyle m} и {\displaystyle n} параллельны.
- {\displaystyle ||x||_{L}}: норма элемента {\displaystyle x} в метрике пространства {\displaystyle L}.

### Форма Бэкуса — Наура
Имеет смысл разделителя ИЛИ (разделяет 2 возможности):
```
<символ> ::= <буква>|<цифра>
<идентификатор> ::= <буква>|<идентификатор><символ>
```

Аналогичный смысл имеет в регулярных выражениях.

## Информатика

### Перенаправление ввода-вывода
Используется в DOS и UNIX-системах для перенаправления стандартного потока вывода (stdout) одной программы в стандартный поток ввода (stdin) другой, то есть для создания конвейера. Например,
```
 cat fruits.txt | grep -v ^bad | sort
```

выведет список фруктов из файла fruits.txt, не имеющих 'bad' в качестве первых трёх символов, отсортированный по алфавиту. Такой способ передачи информации направляет потоки данных, подобно трубопроводу, поэтому его и назвали «pipeline» или просто «pipe» — труба. Соответственно знак вертикальной черты пользователи UNIX тоже называют «pipe».

### Языки программирования
В C-подобных языках символ "|" служит для операции побитового «или» (дизъюнкция), а два таких символа, написанных слитно ("||"), используются в операции логического «или».
Кроме того, в языках с «нестрогим» синтаксисом — shell-сценариях UNIX, в языке Perl — логический оператор "||" (ИЛИ) может использоваться для выполнения условного перехода, когда операция слева возвращает ложное значение. Таким образом может быть построена цепочка команд «сделай одно или сделай другое или сделай третье».
```
 rm * ||
 echo "Не могу удалить файлы"
```

В приведённом примере в случае невозможности удаления одного и более файлов выводится сообщение.

### Псевдографика
Наравне с символом «!» используется для рисования таблиц:
```
+---+---+---+     ,---,---,---,
| * | 1 | 2 |     | + | 1 | 2 |
+---+---+---+     !---+---+---!
| 1 | 1 | 2 | или | 1 | 2 | 3 |
+---+---+---+     !---+---+---!
| 2 | 2 | 4 |     | 2 | 3 | 4 |
+---+---+---+     '---'---'---'
```

### MediaWiki
В MediaWiki символ используется в разметке таблиц, а также в качестве разделителя параметров шаблонов.

## Электротехника
В электротехнике запись {\displaystyle R_{1}||R_{2}} используется для обозначения общего сопротивления резисторов R1 и R2, включенных параллельно.

## Международный фонетический алфавит
В МФА символом вертикальной черты обозначают зубной щёлкающий согласный (двойной чертой — боковой щёлкающий согласный). Кроме того, вертикальные черты могут отделять просодические единицы друг от друга.

## Символы со сходным начертанием

### Разорванная вертикальная черта
На клавиатурах на клавише, предназначенной для ввода «|», традиционно рисуют разорванную вертикальную черту «¦». В настоящее время это отдельный символ «broken bar» с кодом U+00A6 (в HTML его можно обозначить как &brvbar;).
В линейном формате редактора формул Microsoft Word (версии 2007 и более поздние) знак разорванной вертикальной черты применяется для создания дроби, но без черты. Например, x¦y преобразуется в {\displaystyle x \atop y}. Подобное применение предлагается и в техническом примечании к Unicode.

### Двойная вертикальная черта
Двойная вертикальная черта «double vertical bar» ‖ имеет в Юникоде код U+2016. Сходный по начертанию символ  параллельности «parallel to» ∥ — код U+2225.